# Hydroxycarbonsäuren
| Hydroxycarbonsäuren |
| |
| Ständigkeit (von oben nach unten) der Hydroxygruppe in Relation zur Carboxygruppe: - α-Hydroxycarbonsäuren, - β-Hydroxycarbonsäuren und - γ-Hydroxycarbonsäuren. |

Hydroxycarbonsäuren (auch Hydroxysäuren, veraltet Oxysäuren) sind Carbonsäuren, die sowohl mindestens eine Carboxygruppe als auch eine oder mehrere Hydroxygruppe(n) besitzen. Wie viele Trivialnamen dieser Gruppe zeigen, kommen diese Stoffe oft in natürlichen Organismen wie Pflanzen vor. In der industriellen Chemie werden sie oft biotechnisch hergestellt und finden einzeln, polymerisiert oder nur als Zwischenprodukte Anwendung. Unter anderem in peelenden Kosmetika enthalten, sind Vertreter oft gekennzeichnet als AHA, BHA oder PHA (Polyhydroxycarbonsäuren).
α-Hydroxycarbonsäuren (Synonym: Alpha-Hydroxy-Säuren; engl.: Alpha hydroxy acids, AHA) sind Hydroxycarbonsäuren, bei denen die Hydroxygruppe an dem der Carboxygruppe benachbarten Kohlenstoffatom sitzt. Viele Vertreter kommen als sogenannte Fruchtsäuren natürlich vor. Wichtige α-Hydroxycarbonsäuren:
- Äpfelsäure, das Hydroxyanalogon der Asparaginsäure
- Citronensäure
- 2-Hydroxy-4-methylmercaptobuttersäure, das Hydroxyanalogon[1] der Aminosäure Methionin
- Glycolsäure, das Hydroxyanalogon der Aminosäure Glycin
- Isocitronensäure
- Mandelsäure
- Milchsäure, das Hydroxyanalogon der Aminosäure Alanin
- Tartronsäure
- Weinsäure

β-Hydroxycarbonsäuren (Synonym: Beta-Hydroxy-Säuren; engl.: Beta hydroxy acids, BHA) sind Hydroxycarbonsäuren, bei denen zwischen der Carboxygruppe und dem Kohlenstoffatom, das die Hydroxygruppe trägt, ein weiteres Kohlenstoffatom liegt. Wichtige β-Hydroxycarbonsäuren:
- β-Hydroxybuttersäure
- Mevalonsäure

Andere wichtige Hydroxycarbonsäuren:
- Gallussäure
- 4-Hydroxybutansäure (4-Hydroxybuttersäure, Liquid Ecstasy)
- Polyhydroxybuttersäure
- Salicylsäure (2-Hydroxybenzoesäure)
- 4-Hydroxybenzoesäure (PHB)